# Lagoa Rasa
A Lagoa Rasa é uma lagoa portuguesa localizada nas montanhas centrais da ilha das Flores, a uma cota média de 600 metros de altitude, concelho de Lajes das Flores, ilha das Flores, arquipélago dos Açores.
Encontra-se nas proximidades a Lagoa Funda das Lajes e do Miradouro do Bureiro.